# 10. Unterseebootsflottille
La 10. Unterseebootsflottille était la 10e flottille de sous-marins allemands de la Kriegsmarine pendant la Seconde Guerre mondiale.
Formée à Lorient en 15 janvier 1942 comme flottille de combat (Frontflottille), elle est placée sous le commandement du Kapitänleutnant Günther Kuhnke (en).
Son activité prend fin en août 1944, lorsque les derniers bateaux quittent la base sous-marine de Lorient pour la Norvège. Le Korvettenkapitän Günther Kuhnke (en) est le dernier à quitter la base à bord de l'U-Boot U-853 le 27 août 1944 pour arriver à sa nouvelle base à Flensbourg en Allemagne, le 14 octobre 1944 au sein de la 33. Unterseebootsflottille.

## Affectations
- 15 janvier 1942 à octobre 1944 : Lorient.

## Commandement
| Nom                 | Grade            | Début        | Fin          |
| Günther Kuhnke (en) | Korvettenkapitän | Janvier 1942 | Octobre 1944 |

## Unités
La flottille a reçu 80 unités durant son service, comprenant des U-Boote de type IX C et C/40, de type X B et de type XIV, ainsi que 2 sous-marins hollandais capturés de classe O 21.
Unités de la 10. Unterseebootsflottille:
- U-118, U-155, U-158, U-159, U-160, U-163, U-164, U-165, U-166, U-167, U-169, U-170, U-171, U-172, U-174, U-175, U-176, U-177, U-178, U-179, U-181, U-185, U-186, U-187, U-188, U-192, U-193, U-194
- U-459, U-460, U-461, U-462, U-463, U-464
- U-506, U-508, U-509, U-510, U-511, U-512, U-513, U-514, U-515, U-516, U-517, U-523, U-524, U-525, U-526, U-527, U-528, U-529, U-530, U-533, U-535, U-537, U-539, U-540, U-541, U-542, U-543, U-544, U-546, U-549, U-550
- U-804, U-844, U-845, U-846, U-853, U-855, U-857, U-865, U-866
- U-1221, U-1222, U-1229, U-1230
- UD-3, UD-5